# Freistaat
Freistaat (nghĩa đen là nước tự do) là một từ xuất phát ở Đức vào thế kỷ 19 để chỉ một nước cộng hòa (Republik), không còn có thể chế quân chủ. Dưới thời cộng hòa Weimar, Freistaat là từ chính thức để chỉ đa số những bang Đức có lãnh thổ rộng lớn. Ngày nay nó là từ chính thức để gọi các bang Bayern (seit 1945), Sachsen (từ 1992) và Thüringen (từ 1993) và từ 1945 cho tới 1952 cũng cho bang Baden.